# Emblème du Vanuatu
L'emblème du Vanuatu consiste en un guerrier mélanésien tenant une lance devant une montagne, deux branches de cycas appelé localement « namele » (Cycas seemannii) entrelacées et d'une dent de cochon en forme de spirale qui ont la même signification que sur le drapeau national, et à la base un listel d'or avec la devise nationale : Long God Yumi Stanap (en français : « Dieu est notre Guide »).
Cet emblème a été réalisé par Jackie Bourdin (professeur d'arts plastiques et responsable de la section artisanale du lycée professionnel au lycée français "Louis Antoine de Bougainville") qui en a sculpté un original en relief sur bois.